# Miraci Deretti
Miraci Dereti (Jaraguá do Sul, 23 de abril de 1942 - Joinville, 19 de dezembro de 2006) foi um dramaturgo, escritor e  político brasileiro.

## Vida
Filho de Geremias Dereti e de Elisabeth Bruchmueller Dereti, foi professor, ator, diretor, escritor e dramaturgo. Ingressou na politica em joinville, elegendo-se vereador em 1973. Chegou à assembléia legislativa para o mandato 1975/1979. Foi o primeiro presidente da Fundação Cultural de Joinville.
Morreu em 12 de dezembro de 2006, vítima de um câncer de pulmão.

## Carreira
Foi deputado à Assembleia Legislativa de Santa Catarina na 8ª legislatura (1975 — 1979), eleito pela Movimento Democrático Brasileiro (MDB).